# Guide de nectar

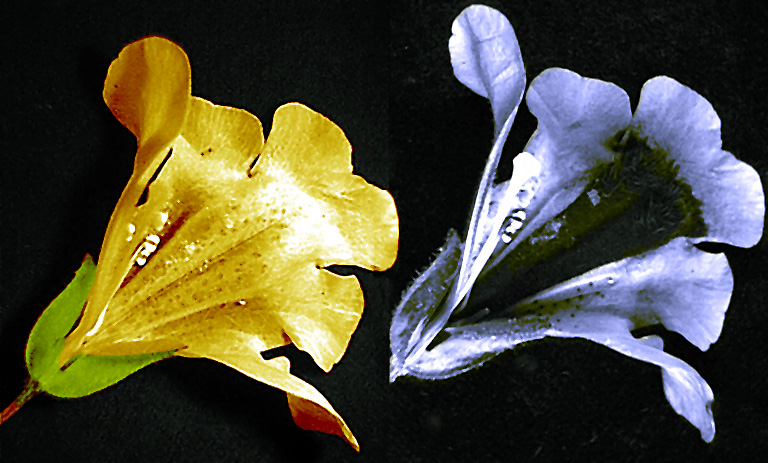
Images d'une fleur de Mimulus en lumière visible (à gauche) et en ultraviolette (à droite), montrant le guide à nectar sombre.

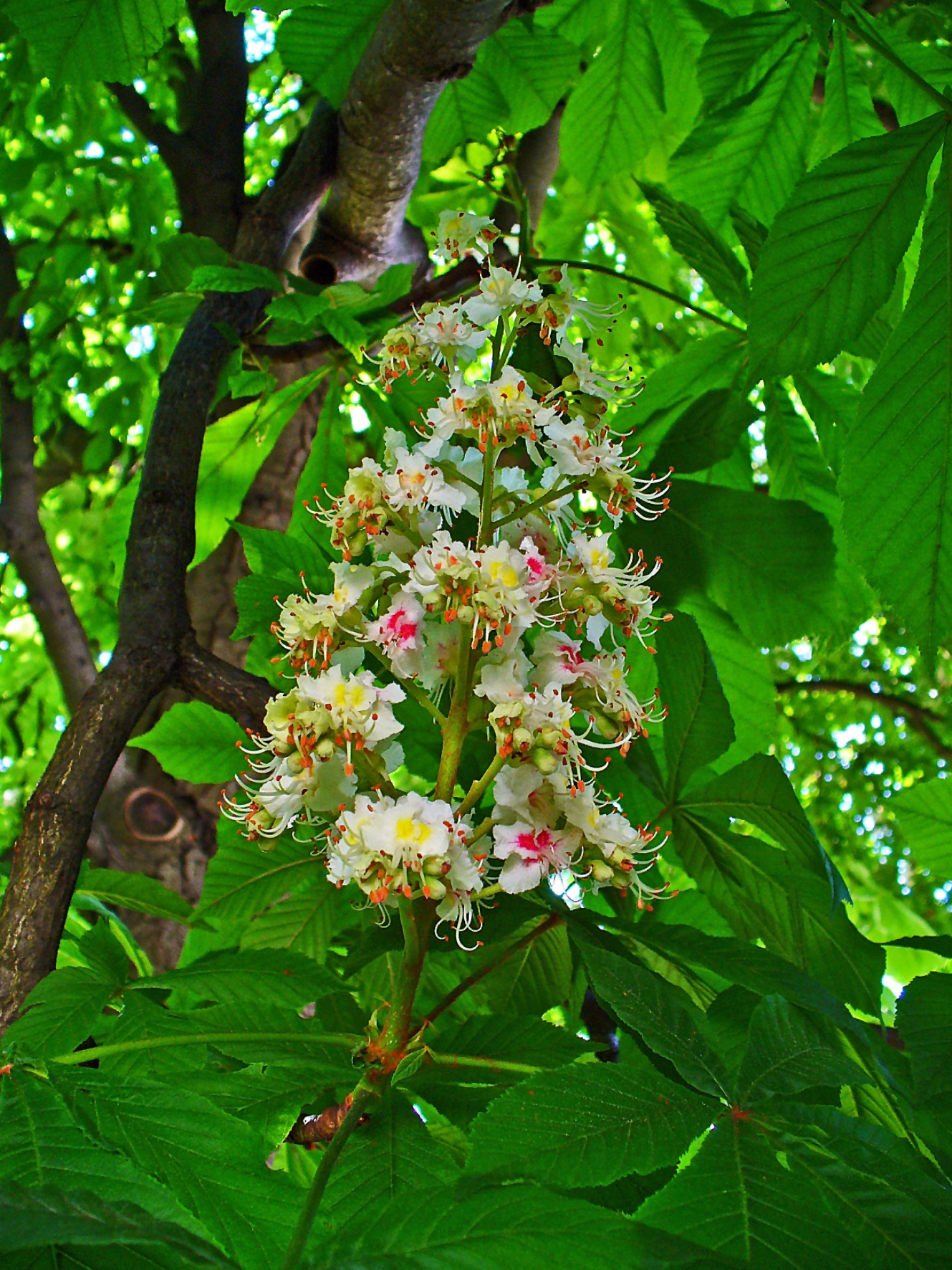
Les fleurs tout juste écloses du marronnier sont blanc crème avec un cœur jaune servant de guide à nectar. Les fleurs fécondées ont un cœur rouge qui fait disparaître ce guide aux yeux des insectes ne voyant pas cette couleur.

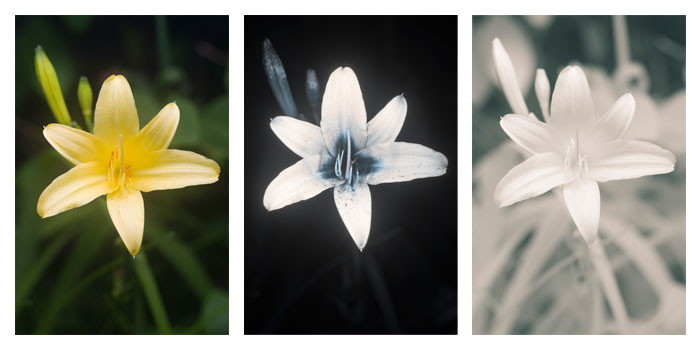
Fleur d'Hémérocalle en lumière visible, UV et infra-rouge. Le guide à nectar (cœur noir) n'est visible qu'en UV.

Le guide de nectar, appelé aussi guide à nectar ou guide nectarifère, correspond chez certaines espèces de fleurs, à des dessins particuliers sur les pétales (lignes rayonnant du centre de la fleur, points ou taches) ayant pour fonction de guider les pollinisateurs vers leur nourriture, généralement du nectar, du pollen, ou les deux. Certaines plantes attirent par leurs guides les pollinisateurs vers leurs résines, leurs parfums, leurs cires ou leurs huiles : ce ne sont pas des guides nectarifères au sens propre mais ils ont un rôle dans le guidage des insectes. Aussi, le terme général de guide floral, inventé par P. G. Kevan en 1983, est parfois utilisé.
Selon la théorie de la stratégie optimale de recherche de la nourriture, les pollinisateurs réalisent un compromis entre le choix des sources de nourriture (nectar, pollen), les calories qu'elles apportent, et le temps passé à les chercher. Dans ce contexte, le guide à nectar correspond à une relation mutualiste non spécifique : à récompense énergétique égale, les pollinisateurs de plusieurs espèces animales privilégient les fleurs dotées de guide à nectar et interviennent en retour dans la pollinisation. 

## Historique
En observant les fleurs de myosotis, le botaniste allemand Christian Konrad Sprengel est le premier en 1793 à découvrir et décrire les guides à nectar. Adolf Engler leur nie tout rôle en 1872. Hermann Müller observe en 1883 une corrélation entre les fleurs pollinisées par les insectes qui n'ont pas de guides de nectar et leurs nectaires plus exposés.
Plusieurs études (Hertz en 1937, Daumer en 1958) prenant en compte la réflexion de l'ultraviolet montrent que presque toutes les fleurs qui semblent blanches pour l'œil humain, absorbent l'UV et paraissent donc bleu-vert aux abeilles. 
Proctor et al. considèrent en 1996 que le terme guide à nectar est inapproprié car de tels dessins existent aussi chez des fleurs sans nectar.

## Caractéristiques
De nombreuses espèces sauvages d’abeilles ont une préférence innée pour les pétales dans la gamme colorée du violet-bleu,, couleurs souvent associées à des fleurs plus riches en nectar,. Les abeilles ont en effet des yeux composés constitués de 6 900 ommatidies comportant neuf types de cellules photoréceptrices qui ont des sensibilités spectrales différentes. Depuis les travaux de Karl von Frisch, les chercheurs ont mis en évidence que leur spectre visible s'étend de 330 nm à 650 nm et distingue 5 bandes : 650-500 nm, « jaune de l'abeille » qui correspond aux couleurs orange, jaune et vert de l'Homme ; 500-480 nm, « bleu-vert de l'Abeille » ; 480-410 nm « bleu » ; 410-390 nm « violet » ; 360-300 nm « ultra-violet ». Comme chez l'Homme, leur vision trichromatique est construite à partir de trois couleurs primaires (vert, bleu et ultra-violet) mais décalée vers les faibles longueurs d'onde, ne reconnaissant pas le rouge qui leur semble très foncé, presque noir. Elles distinguent également le « pourpre de l'Abeille » qui résulte du mélange des lumières des deux extrémités du spectre, jaune et ultra-violet. Lorsqu'une abeille s'approche d'une fleur qui bouge, elle corrige continuellement sa trajectoire dans la dernière dizaine de centimètres, pour arriver au centre de la corolle, et ne repère le guide que dans les derniers centimètres.
Mais de nombreuses plantes n’ont pas la capacité génétique et biochimique de produire des pigments dans le spectre bleu à ultraviolet. Aussi élaborent-elles des guides parfois visibles pour l'homme, tels les guides orange de la Linaria genistifolia sur ses fleurs jaunes ou les rayures au fond de la corolle des Viola odorata. Chez certaines plantes, comme le tournesol ou les onagres, ils ne sont visibles que sous une lumière ultraviolette que peuvent percevoir les abeilles ou certains insectes. La vision dans les ultraviolets leur permet de percevoir ces guides nectarifères ainsi que les zones contrastées situées généralement à la base des pétales (exemple des renoncules), ce qui les attire vers la source de nectar. Les fleurs aux couleurs non perçues par les abeilles (par exemple aux pétales rouges), peuvent utiliser d'autres dispositifs (émission d'ultra-violet, d'odeur plus forte). L'émission du parfum peut être facilitée par la production de chaleur qui se concentre près des organes sexuels (tissu spécialisé captant et concentrant les rayons solaires, ou thermogenèse florale). Une différence de température de plusieurs degrés au cœur de la fleur oriente parfois à elle seule les pollinisateurs vers la source de nectar.
Ce guide peut disparaître pour orienter différemment les pollinisateurs. Par exemple, l'inflorescence au printemps du marronnier d'Inde est constituée de fleurs blanc crème avec des taches jaunes au centre, servant de signaux à nectar. Quand la fleur est fécondée (n'ayant donc plus besoin d'être pollinisée), les taches deviennent rouges, couleur non perçue par les pollinisateurs qui se concentrent sur celles qui restent à féconder.

## Galerie

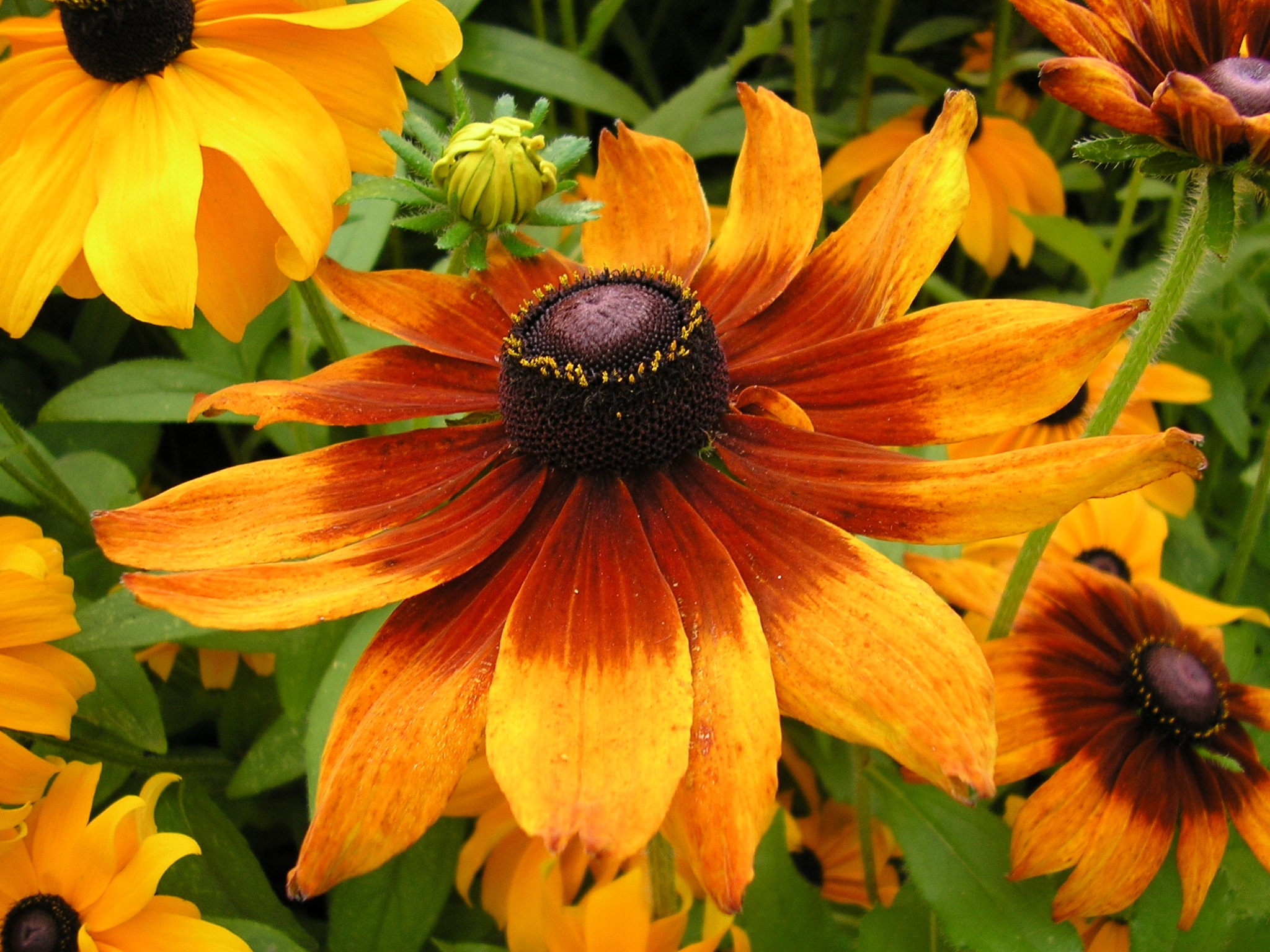
« Bull's eye », « œil de bœuf » rouge chez Rudbeckia hirta
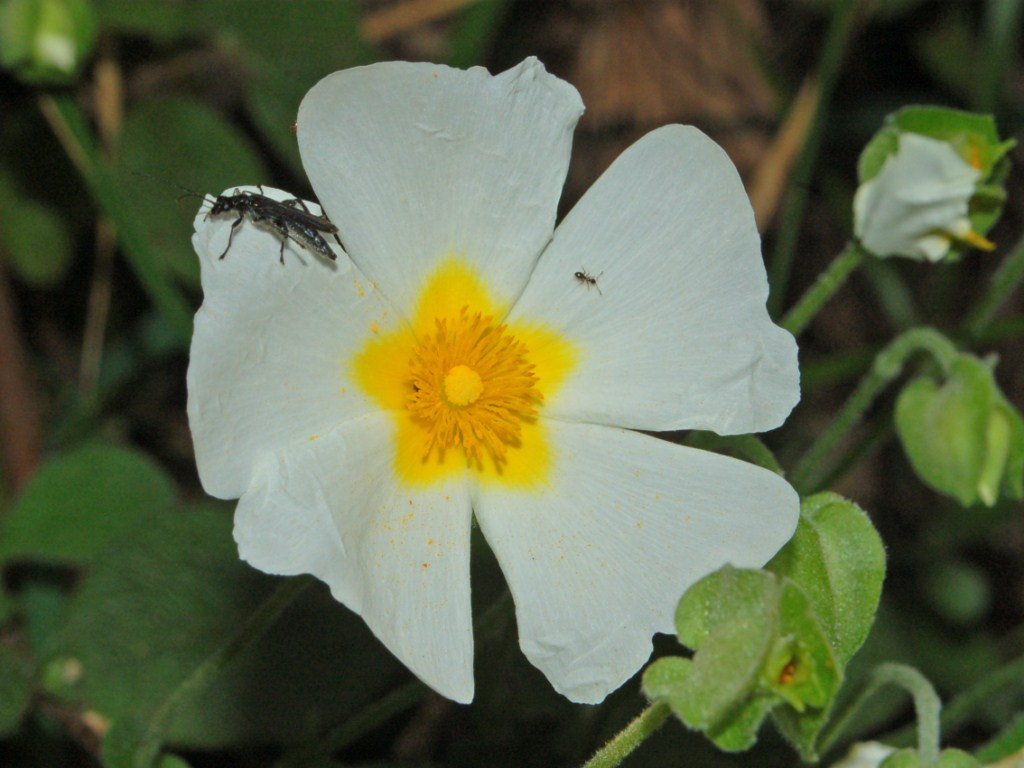
Ciste à feuilles de sauge : « œil de bœuf » jaune mimant du pollen comestible
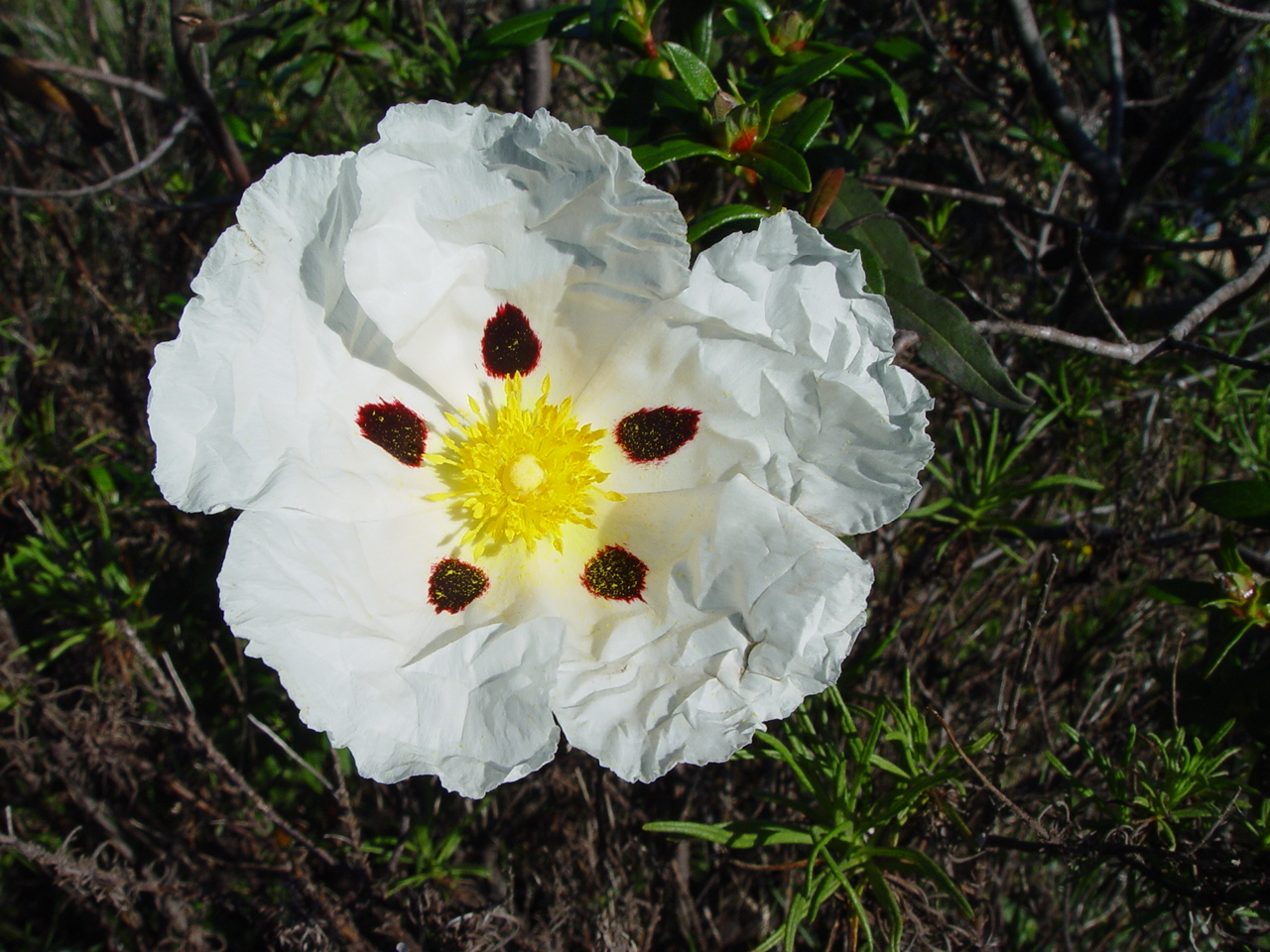
Ciste porte-laudanum : guide à centre jaune plus des taches foncées oblongues à la base de chaque pétale
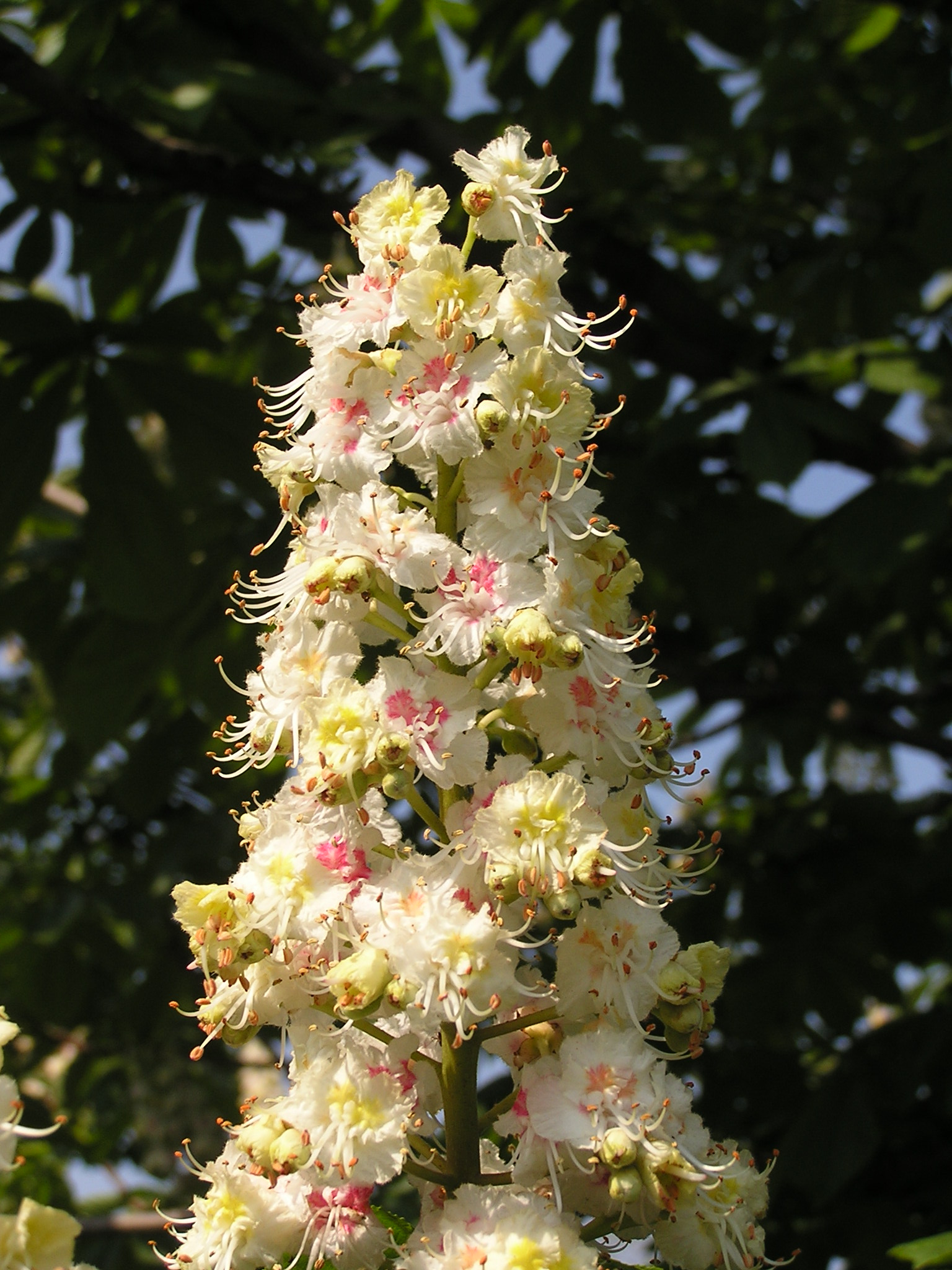
Inflorescence du marronnier d'Inde
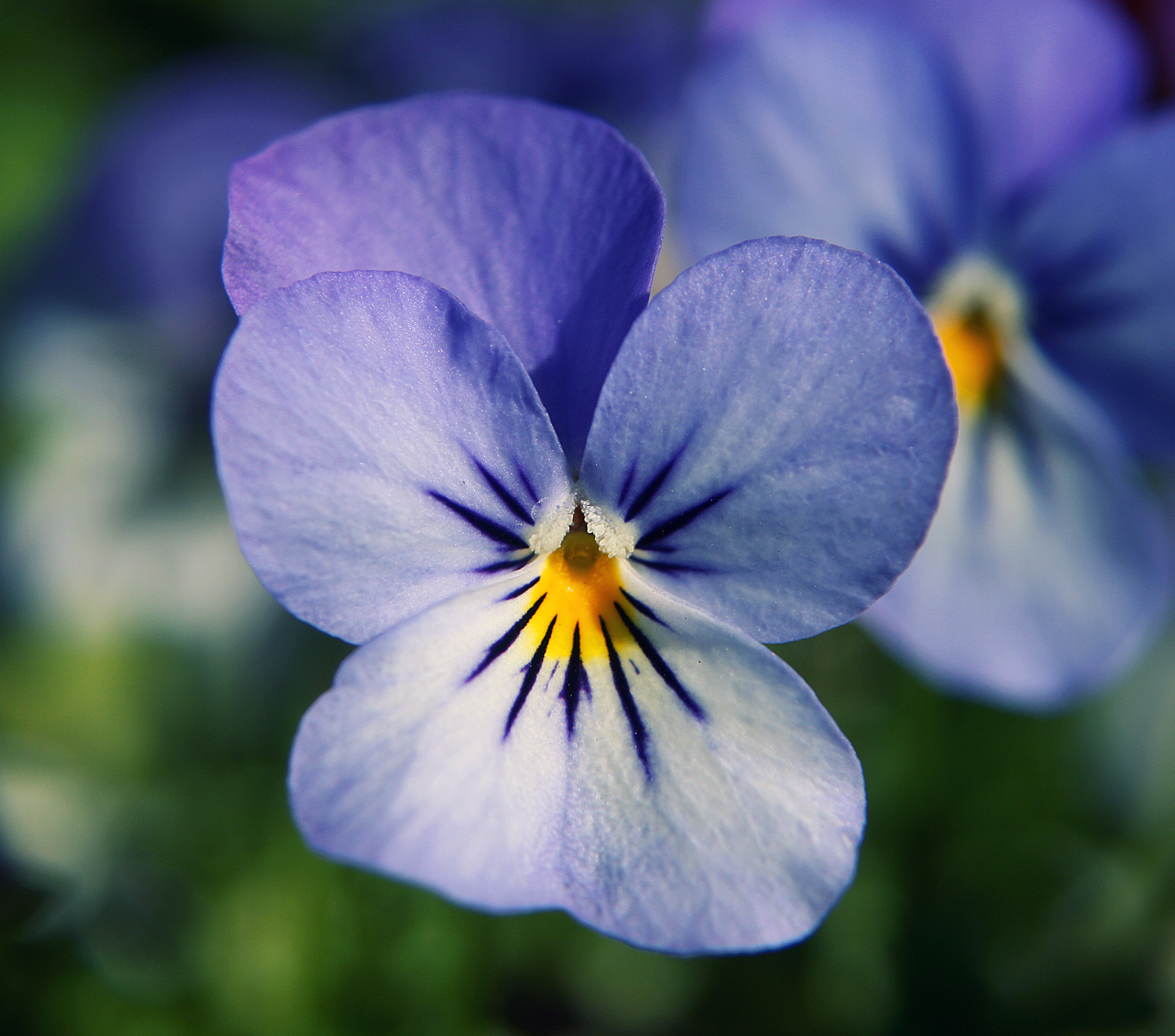
Guide à rayures et tache jaune sur cette pensée des jardins